# Libanon op de Olympische Winterspelen 1960
Tijdens de Olympische Winterspelen van 1960, die in Squaw Valley (Verenigde Staten) werden gehouden, nam Libanon voor de vierde keer deel.

## Deelnemers en resultaten

### Alpineskiën
| Olympiër       | Discipline       | Resultaat | Prestatie       |
| -------------- | ---------------- | --------- | --------------- |
| Ibrahim Geagea | afdaling (m)     | 56e       | 2.39,2 (+33,2)  |
| Ibrahim Geagea | reuzenslalom (m) | 57e       | 2.29,1 (+40,8)  |
| Nazih Geagea   | afdaling (m)     | 59e       | 3.00,3 (+54,3)  |
| Nazih Geagea   | reuzenslalom (m) | 49e       | 2.20,3 (+32,0)  |
| Nazih Geagea   | slalom (m)       | dq        | diskwalificatie |

Argentinië · Australië · Bulgarije · Canada · Chili · Denemarken · Duits eenheidsteam · Finland · Frankrijk · Groot-Brittannië · Hongarije · IJsland · Italië · Japan · Libanon · Liechtenstein · Nederland · Nieuw-Zeeland · Noorwegen · Oostenrijk · Polen · Sovjet-Unie · Spanje · Tsjecho-Slowakije · Turkije · Verenigde Staten · Zuid-Afrika · Zuid-Korea · Zweden · Zwitserland